# 拉科齊·費倫茨一世

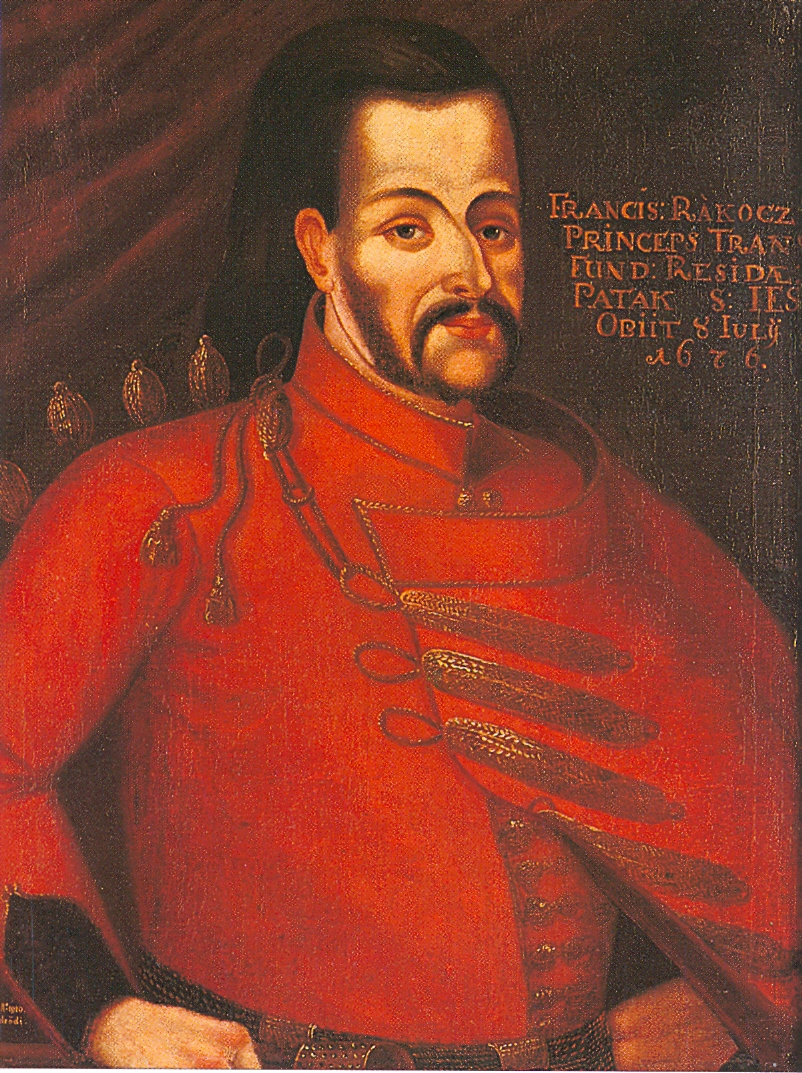
拉科齊·費倫茨一世

拉科齊·費倫茨一世（匈牙利語：I. Rákóczi Ferenc，1645年2月24日—1676年7月8日）是匈牙利貴族拉科齊家族的一位成員，外西凡尼亞大公拉科齊·捷爾吉二世之子，出生於阿爾巴尤利亞。他娶了克羅埃西亞的一位女伯爵耶蕾娜·琴斯基；他們的兒子是拉科齊·費倫茨二世，拉科齊獨立戰爭的革命領袖。